# Spanish Guitar
A Spanish Guitar Toni Braxton amerikai énekesnő második kislemeze harmadik, The Heat című albumáról. Az USA-ban nem jelent meg kereskedelmi forgalomban, és csak a 98. helyig jutott a Billboard Hot 100-on. Az egyik remixét Braxton gyakran előadja koncertjein.

## Videóklip
A videóklipet Billie Woodruff rendezte. Egy zsúfolt kávézóban játszódik, ahol egy férfi gitározik, Braxton arról énekel, hogy szeretné, ha a férfi a karjaiban tartaná, majd a gitár átváltozik az énekesnővé a férfi karjaiban. A végén együtt táncolnak.

## Remixek
1. Spanish Guitar (Eiffel 65 Extended Mix)
2. Spanish Guitar (Eiffel 65 Radio Edit) – 4:30
3. Spanish Guitar (HQ² Mix)
4. Spanish Guitar (HQ² Radio Edit) – 4:11
5. Spanish Guitar (Joe Claussell Main Mix)
6. Spanish Guitar (Joe Claussell Modulated Dub)
7. Spanish Guitar (Mousse T’s Deep Vocal Mix)
8. Spanish Guitar (Mousse T’s Deep Vocal Instrumental)
9. Spanish Guitar (Mousse T’s Extended Mix)
10. Spanish Guitar (Mousse T’s Gustino Dub)
11. Spanish Guitar (Mousse T’s Radio Mix) – 4:07
12. Spanish Guitar (Radio Mix) – 4:30
13. Spanish Guitar (Royal Garden’s Flamenco Mix) – 4:35

## Számlista
| CD maxi kislemez (Németország, Ausztrália) 1. Spanish Guitar (Radio Mix) – 4:30 2. Spanish Guitar (Mousse T’s Radio Mix) – 4:07 3. Spanish Guitar (HQ² Radio Edit) – 4:11 4. Spanish Guitar (Royal Garden’s Flamenco Mix) – 4:35 5. Spanish Guitar (Eiffel 65 Radio Edit) – 4:30 CD maxi kislemez (Ausztrália, Európa) 1. Spanish Guitar (Radio Mix) – 4:30 2. Spanish Guitar (Mousse T’s Extended Mix) – 6:53 3. Spanish Guitar (HQ² Mix) – 8:54 4. Spanish Guitar (Mousse T’s Deep Vocal Mix) – 8:23 5. Spanish Guitar (Eiffel 65 Extended Mix) – 6:54 CD maxi kislemez (Kanada) 1. Spanish Guitar (Radio Mix) – 4:30 2. Spanish Guitar (Mousse T.’s Extended Mix) – 6:30 3. Spanish Guitar (Mousse T.’s Deep Vocal Mix) – 8:38 4. Spanish Guitar (HQ2 Mix) – 8:54 5. Spanish Guitar (Royal Garden’s Flamenco Mix) – 4:35 6. Spanish Guitar (Eiffel 65 Extended Mix) – 6:57 DVD kislemez 1. Just Be a Man About It (videóklip) 2. Spanish Guitar (videóklip) 12" maxi kislemez (USA; promó) 1. Spanish Guitar (Joe Claussell Main Mix) – 10:53 2. Spanish Guitar (JC Modulated Dub) – 6:38 3. Spanish Guitar (Radio Edit) – 4:47 2×12" maxi kislemez (USA; promó) 1. Spanish Guitar (HQ2 Club Mix) – 8:54 2. He Wasn’t Man Enough (Peter Rauhofer NYC Trance Mix) – 8:42 3. Spanish Guitar (HQ2 Dub) – 8:58 4. He Wasn’t Man Enough (Peter Rauhofer NYC Dub) – 10:29 | 2×12" maxi kislemez (Egyesült Királyság; promó) 1. Spanish Guitar (Mousse T’s Deep Vocal Mix) 2. Spanish Guitar (Royal Garden Remix) 3. Spanish Guitar (Mousse T’s Gustino Dub) 4. Spanish Guitar (Mousse T’s Deep Vocal Instrumental) 5. Spanish Guitar (Mousse T’s Extended Mix) 6. Spanish Guitar (Mousse T’s Gustino Instrumental) 2×12" maxi kislemez (Egyesült Királyság; promó) 1. Spanish Guitar (HQ2 Extended Mix) – 8:54 2. Spanish Guitar (Royal Garden Flamenco Mix) – 4:34 3. Spanish Guitar (Mousse T.’s Extended Mix) – 6:53 4. Spanish Guitar (Eiffel 65 Extended Mix) – 6:54 5. Spanish Guitar (Mousse T.’s Deep Vocal Mix) – 8:23 6. Spanish Guitar (Mousse T.’s Deep Vocal Mix Instrumental) – 8:32 7. Spanish Guitar (HQ2 Dub) – 8:58 8. Spanish Guitar (Mousse T.’s Gustino Dub) – 6:41) 2×12" maxi kislemez (USA; promó) 1. Spanish Guitar (HQ² Mix) – 8:54 2. Spanish Guitar (HQ² Radio Edit) – 4:10 3. Spanish Guitar (Mousse T.’s Deep Vocal Mix) – 8:23 4. Spanish Guitar (Mousse T’s Radio Edit) – 4:02 5. Spanish Guitar (Eiffel 65 Extended Mix) – 6:54 6. Spanish Guitar (Eiffel 65 TV Edit) – 6:53 7. Spanish Guitar (Mousse T.’s Extended Mix) – 6:53 8. Spanish Guitar (Royal Garden Flamenco Mix) – 4:34 9. Spanish Guitar (Album Version) – 4:34 |

## Helyezések
| Slágerlista (2000)                          | Legmagasabb helyezés |
| ------------------------------------------- | -------------------- |
| USA Billboard Hot 100                       | 98                   |
| USA Billboard Hot R&B/Hip-Hop Songs         | 75                   |
| USA Billboard Hot Dance Club Play           | 1                    |
| USA Billboard Hot Adult Contemporary Tracks | 20                   |
| Ausztrál ARIA kislemezlista                 | 44                   |
| Belga Ultratop 50 (Flandriia)               | 46                   |
| Belga Ultratop 40 (Vallonia)                | 32                   |
| Francia kislemezlista                       | 37                   |
| Német kislemezlista                         | 45                   |
| Ö3 Austria Top 40                           | 28                   |
| Svájci kislemezlista                        | 36                   |
| Svéd kislemezlista                          | 49                   |
| Nemzetközi egyesített slágerlista           | 23                   |